# 沅陵专区
沅陵专区为湖南省历史政区，1949年设立，隶属湘西行政区，专署驻辰溪县。辖辰溪县、沅陵县、溆浦县、麻阳县、凤凰县、乾城县（今吉首市）、永绥县（今花垣县）、泸溪县计8县。 
沅陵专区于1952年撤销，辰溪县、沅陵县、溆浦县、麻阳县计4个县划归芷江专区；凤凰县、乾城县、永绥县、泸溪县计4个县划归湘西苗族自治区。